# Сеймик Западно-Поморского воеводства
Сеймик Западно-Поморского воеводства —представительный орган местного самоуправления Западно-Поморского воеводства. Представляет собой однопалатный парламент из 30 депутатов, избираемых на пятилетний (до 2018 — на четырёхлетний) срок  на региональных выборах с 1998 года. Ныне действует VI созыв Сеймика.
Собрания Сеймика проходят в столице Западно-Поморского воеводства — Щецине.

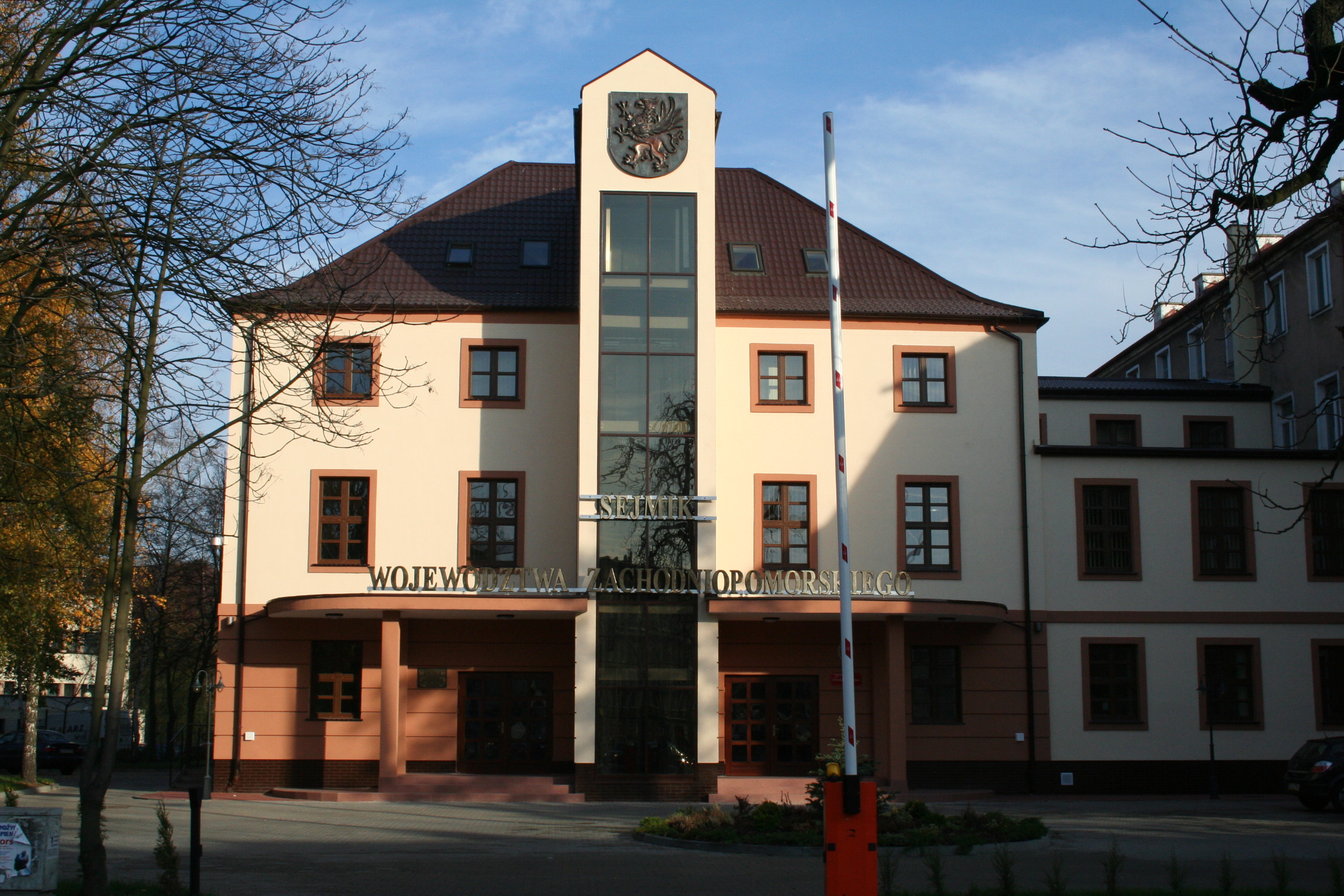
Здание Сеймика

## Избирательные округа
| Номер округа | Кол-во мандатов | Города на правах повята, входящие в округ | Повяты, входящие в округ                                      |
| ------------ | --------------- | ----------------------------------------- | ------------------------------------------------------------- |
| 1            | 8               | Щецин                                     | Полицкий                                                      |
| 2            | 5               | Свиноуйсьце                               | Голенювский, Грыфицкий, Каменьский, Лобезский                 |
| 3            | 5               |                                           | Бялогардский, Дравский, Колобжегский, Свидвинский, Валецкий   |
| 4            | 5               | Кошалин                                   | Кошалинский, Славенский, Щецинецкий                           |
| 5            | 7               |                                           | Хощненский, Грыфинский, Мыслибуржский, Пыжицкий, Старгардский |